# B. C. Forbes
Bertie Charles Forbes, más conocido como B. C. Forbes (New Deer, Aberdeenshire; 14 de mayo de 1880 - Nueva York, Nueva York; 6 de mayo de 1954), fue un periodista financiero británico-estadounidense, que fundó la conocida revista Forbes.
En 1942, fundó la Investors League. Falleció en mayo de 1954.Sus restos retornaron a su nativa Escocia, y yacen en el Cementerio de Hill of Culsh.

## Libros
- Finance, Business and the Business of Life, 1915.
- Men Who Are Making America, 1917.
- Forbes Epigrams, 1922.
- Men Who are Making the West, 1923.
- Automotive Giants of America, 1925.
- How to Get the Most Out of Business, 1927.
- 101 Unusual Experiences, 1952.